# Ezoterični nacizam
Ezoterični nacizam, ezoterični fašizam ili ezoterični hitlerizam odnosi se na niz mističnih tumačenja i adaptacija nacizma. Nakon Drugog svjetskog rata ezoterična tumačenja Trećeg Reicha prilagođena su novim vjerskim pokretima bjelačkog nacionalizma i neonacizma. Jedna od glavnih odlika ovih tumačenja jest vjerovanje u pronalazak mitske Hiperboreje.

## Pristaše

### Savitri Devi
Grčka spisateljica rođena u Francuskoj Savitri Devi bila je prvi veliki poslijeratni predstavnik onoga što je od tada postalo poznato kao ezoterični hitlerizam. Prema toj ideologiji, nakon pada Trećeg Reicha i Hitlerova samoubojstva na kraju rata, Hitler se mogao obožavati. Devi je povezala Hitlerovu arijevsku ideologiju s onom panhinduističkog dijela indijskog pokreta za neovisnost i nekih aktivista poput Subhasa Chandre Bosea. Za nju je svastika bila posebno važan simbol jer je smatrala da simbolizira arijsko jedinstvo Hindusa i Nijemaca.
Savitri Devi je pogotovo bila zainteresirana za indijski kastinski sustav, kojeg je smatrala arhetipom svih rasnih zakona namijenjenih upravljanju segregacijom različitih rasa i održavanju čiste krvi Arijevaca svijetle puti. Opstanak manjine brahmana među golemom populacijom mnogih različitih indijskih rasa nakon šezdeset stoljeća smatrala je živim priznanjem vrijednosti arijevskog kastinskog sustava.
Savitri Devi integrirala je nacizam u širi ciklički okvir hinduističke povijesti. Smatrala je Hitlera devetim Višnuovim avatarom i nazivala ga je "bogolikim pojedincem našeg doba; čovjekom protiv vremena; najvećim Europljaninom svih vremena", koji je imao idealnu viziju povratka svog arijevskog naroda u ranije i savršenije vrijeme, a koji je također imao praktična sredstva za borbu protiv destruktivnih sila "u vremenu". Vidjela je njegov poraz i sprječavanje ostvarenja njegove vizije kao rezultat toga što je bio "previše velikodušan, previše pun povjerenja, previše dobar", što nije bio dovoljno nemilosrdan, što je u svom "psihološkom sastavu također imao mnogo 'sunca' (dobročinstva) i nedovoljno 'munje'. (praktična nemilosrdnost)", za razliku od njegove nadolazeće inkarnacije Kalki:

### Robert Charroux
Za razliku od većine pisaca koji su pisali u paleokontaktiima, Robert Charroux se jako zanimao za rasizam. Prema Charrouxu, Hiperboreja se nalazila između Islanda i Grenlanda i bila je domom nordijske bijele rase plave kose i plavih očiju. Charroux je tvrdio da je ova rasa izvanzemaljskog podrijetla i da je izvorno došla s hladnog planeta smještenog daleko od Sunca. Charroux je također tvrdio da je bijela rasa Hiperborejaca i njihovih potomaka Kelta dominirala cijelim svijetom u davnoj prošlosti. Neke od ovih Charrouxovih tvrdnji utjecale su na vjerovanja ezoteričnog nacizma drugih teoretičara poput Miguela Serrana.

### Miguel Serrano
Miguel Serrano jest bivši čileanski diplomat i glavna je figura ezoteričnog nacizma. Autor je brojnih knjiga poput The Golden Ribbon: Esoteric Hitlerism (1978.) i Adolf Hitler, the Last Avatar (1984.) i također je jedan od brojnih nacističkih ezoteričara koji smatraju da je "arijska krv" izvorno izvanzemaljska:
Serrano podupire ovu ideju raznim mitovima koji pripisuju božansko podrijetlo "arijskim"' narodima, pa čak i astečkom mitu o Quetzalcoatlu koji je sišao s Venere. On također navodi hipotezu Bala Gangadhara Tilaka o arktičkoj domovini Indoarijevaca, kao svoj autoritet za identificiranje zemaljskog središta arijskih migracija s "izgubljenim" arktičkim kontinentom Hiperborejom. Stoga se Serranovi vanzemaljski bogovi također identificiraju kao Hiperborejci.
U pokušaju podizanja duhovnog razvoja zemaljskih rasa, hiperborejski divyas (sanskrtski izraz za bogoljude) doživio je tragičan neuspjeh. Proširujući priču iz Henokove knjige, Serrano žali da se otpadnička skupina među bogovima pomiješala sa zemaljskim rasama, razvodnjavajući tako svjetlonosnu krv svojih dobročinitelja i smanjujući razinu božanske svijesti na planetu.
Koncept Hiperboreje ima za Serrana istovremeno rasno i mistično značenje. On vjeruje da je Hitler bio u Šambali, podzemnom središtu na Antarktici (ponekad na Sjevernom polu ili Tibetu), gdje je bio u kontaktu s hiperborejskim bogovima i odakle će jednog dana izaći s flotom NLO-a i predvoditi sile svjetlosti (Hiperborejci, ponekad povezani s Vrilom) protiv sila tame (neizbježno uključujući sile iz abrahamskih religija koje obožavaju abrahamskog Boga) u posljednjoj bitci i osnovati tako Četvrti Reich.
Serrano slijedi gnostičku tradiciju katara identificirajući zlog demiurga kao Boga Starog zavjeta Jahvu. Kao srednjovjekovni dualisti, ovi heretici iz jedanaestog stoljeća odbacili su Jahvu kao lažnog boga i pukog umjetnika koji se suprotstavlja pravom Bogu daleko izvan našeg zemaljskog carstva. Ova gnostička doktrina jasno je nosila opasne implikacije za Židove. Kako je Jahve bio plemensko božanstvo Židova, slijedilo je da su bili štovatelji đavla. Stavljajući Židove u ulogu Sotonine djece, katarska hereza može uzdići antisemitizam do statusa teološke doktrine koju podupire golema kozmologija. Ako su hiperborejski Arijevci arhetip i krvni potomci Serranovih divya iz Crnog sunca, onda je arhetip Gospodara tame trebao proturasu. Demiurg je tražio i našao najprikladnijeg agenta za svoj arhetip u Židovima.
Kao što vjerski učenjaci Frederick C. Grant i Hyam Maccoby naglašavaju, prema gledištu dualističkih gnostika, "Židovi su smatrani posebnim narodom Demiurga i onima koji imaju posebnu povijesnu ulogu ometanja otkupiteljskog djela izaslanika uzvišenog Boga". Serrano je stoga Hitlera smatrao jednim od najvećih izaslanika ovog uzvišenog Boga, odbačenog i razapetog od strane tiranije judaizirane gomile poput prethodnih revolucionarnih svjetlonoša. Serrano je u svojoj ideologiji imao posebno mjesto za SS, za koje je u svojoj potrazi da ponovno stvore drevnu rasu arijevskih bogoljudi smatrao da su iznad morala i stoga opravdani.

### David Myatt
U 1980-ima i 1990-ima, David Myatt je razvio interpretaciju ili revizionističku inačicu nacizma koja, premda se temelji na tri principa Savitri Devi o "iznad", "protiv" i "u vremenu" pojedinaca, ne uključuje niti drevnu mitologiju niti izvanzemaljska bića.
Myatt je opisan kao "najčešće povezivan s okultnim krilom nacionalsocijalističkog pokreta i fokusiran u svojim pamfletima poput Značenje nacionalsocijalizma, Prosvjetljenje nacionalsocijalizma i njegova Religija nacionalsocijalizma  na ono što je opisao kao "zlokobne" aspekte nacizma. Jeffreyjem Kaplanom tvrdi da je Myatt opisao nacizam kao "nedvosmisleno religiju dok se Adolfa Hitlera besramno tretira kao spasitelja čovječanstva."

### Kolektivno arijevsko nesvjesno
U knjizi Black Sun, Nicholas Goodrick-Clarke izvještava kako je Carl Gustav Jung opisao "Hitlera kao opsjednutog arhetipom kolektivnog arijevskog nesvjesnog i koji nije mogao ne poslušati naredbe unutarnjeg glasa". U nizu intervjua od 1936. do 1939., Jung je Hitlera okarakterizirao kao arhetip, koji se često manifestirao potpuno isključujući njegovu vlastitu osobnost. "Hitler je duhovna posuda, polubožanstvo, još bolje, mit. Benito Mussolini je "...mesija Njemačke koji ju uči o vrlini mača. Glas koji čuje je glas kolektivnog nesvjesnog njegove rase".
Jungova sugestija da je Hitler personificirao kolektivno arijsko nesvjesno duboko je zainteresirala i utjecala na Miguela Serrana, koji je kasnije zaključio da je Jung samo psihologizirao drevni, sveti misterij arhetipskog posjedovanja bogova, neovisne metafizičke moći koje vladaju nad svojim rasama i povremeno obuzmu svoje pripadnike.

## Uobičajena uvjerenja
Od 1945. neonacistički pisci predlagali su Šambalu i zvijezdu Aldebaran kao izvornu domovinu Arijevaca. Knjiga Arktos: The Polar Myth in Science, Symbolism, and Nazi Survival učenjaka Joscelyna Godwina raspravlja o pseudoznanstvenim teorijama o preživjelim nacističkim elementima na Antarktici. Arktos je poznat po svom znanstvenom pristupu i ispitivanju mnogih izvora trenutno nedostupnih drugdje. Godwin i drugi autori poput Nicholasa Goodrick-Clarkea raspravljali su o vezama između ezoteričnog nacizma i energije Vril, skrivenih civilizacija Šamhale i Agarte i podzemnih NLO baza, te o navodnom opstanku Hitlera i SS-a u podzemnim antarktičkim bazama u Nove Švapske ili u savezu s Hiperborejcima iz podzemnog svijeta.

## Odnos prema neopoganstvu
Organizacije kao što je Armanen-Orden predstavljaju značajan razvoj neopaganskog ezotericizma i ariozofije nakon Drugog svjetskog rata, ali ne predstavljaju sve oblike nacističkog ezoterizma. Neke sjevernoeuropske neopoganske skupine kao što su Theods, Ásatrúarfélagið i Viðartrúar, izričito su izjavile da neonacizam nije uobičajen među njihovim članovima. S druge strane, postoje neopoganske organizacije s bliskim vezama s neonacizmom poput Artgemeinschafta ili Heathen Fronta, a privlačnost mnogih neonacista prema germanskom poganstvu ostaje problem osobito u Njemačkoj (vidi Nornirs Ætt).

## Glazba
Postoji labava mreža malih glazbenih sastava koje spajaju neofašizam i sotonizam. Ovi sastavi postoje u Ujedinjenom Kraljevstvu, Francuskoj i Novom Zelandu poznati kao "Crni red" ili "Pakleni savez", a svoju inspiraciju crpe iz ezoteričnog hitlerizma Miguela Serrana. Ove skupine zagovaraju antimoderni neotribalizam i "tradicionalizam" koji se nalazi u "poganskim" misticističkim idealima Nouvelle Droite Alaina de Benoista inspiriranih Juliusom Evolom.
Ezoterične teme, uključujući reference na predmete kao što je Sveto koplje, također se često pojavljuju u neonacističkoj glazbi (npr. Rock Against Communism) a pogotovo nacionalsocijalističkom black metalu.